# Axel Bulthaupt
Axel Bulthaupt (né le 21 février 1966 à Melle) est un animateur de télévision allemand.

## Biographie
Après l'abitur, il fait à Osnabrück et à Hambourg des études d'histoire et de littérature et travaille à côté pour un journal. En 1989, il obtient un stage au Norddeutscher Rundfunk.
Après une chronique dans l'émission radio Ouvertüre, il se tourne vite vers la télévision. Après la NDR, il vient en 1994 sur la MDR pour présenter une émission people de 1994 à 2003 avec Griseldis Wenner et Ines Krüger.
En 2003, il commence Expedition Bulthaupt, où il traite de l'histoire et de l'archéologie du centre de l'Allemagne. Depuis 2004, il travaille comme animateur de talk show. Avec sa propre production de télévision TIWI MEDIA, il produit de 1995 à 2007 ses émissions et des reportages.
Pour MDR et Das Erste, il participe à de nombreux émissions spectacles en soirée, comme le concours Eurovision de la chanson de 2000 à 2003 ou depuis 1996 le gala José Carreras.
En 2006, il est candidat de Let's Dance mais est éliminé lors de la première émission.

## Source de la traduction
- (de) Cet article est partiellement ou en totalité issu de l’article de Wikipédia en allemand intitulé « Axel Bulthaupt » (voir la liste des auteurs).